# Trachydoras nattereri
Trachydoras nattereri är en fiskart som först beskrevs av Steindachner, 1881.  Trachydoras nattereri ingår i släktet Trachydoras och familjen Doradidae. Inga underarter finns listade i Catalogue of Life.